# Kay-Michael Dankl

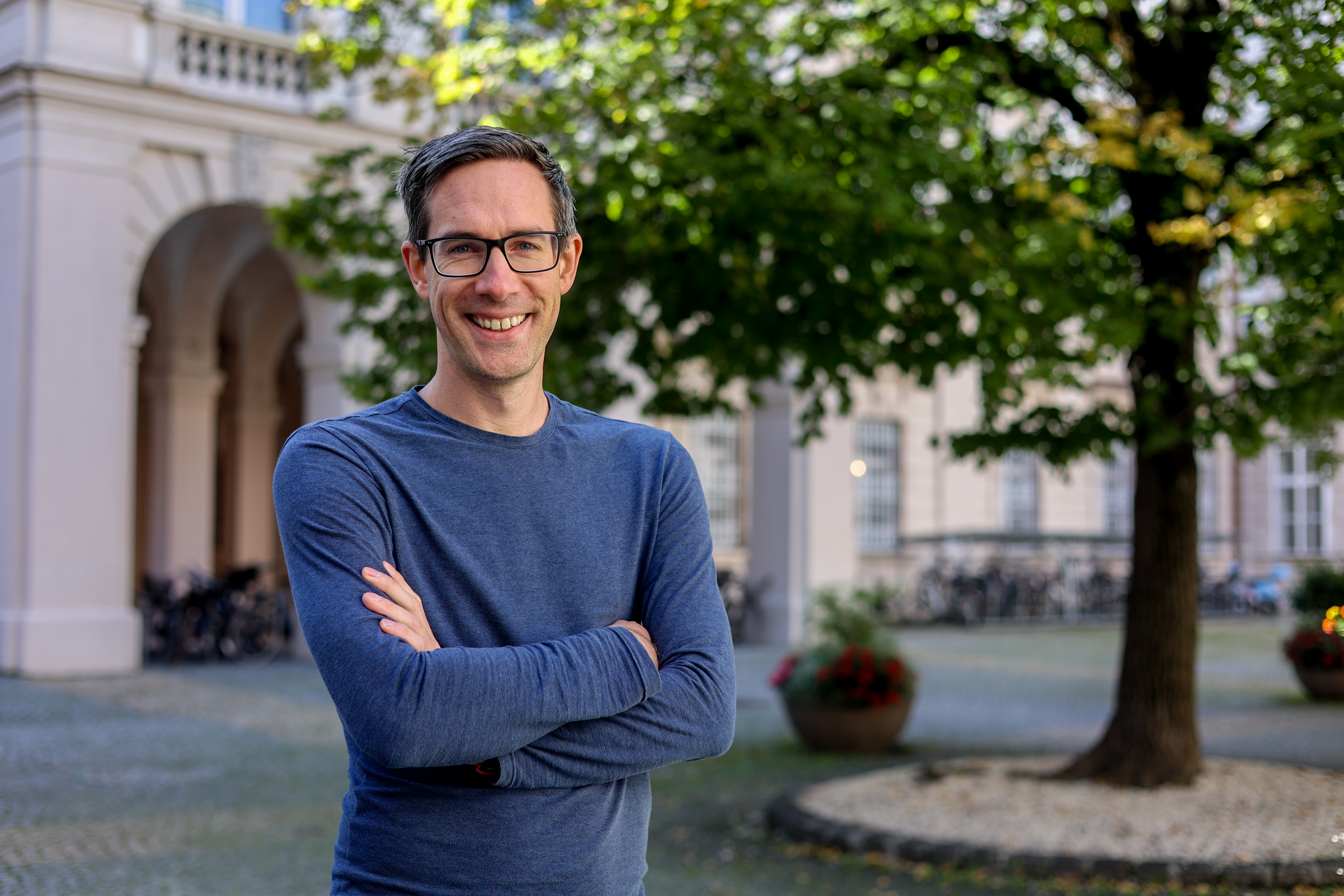
Kay-Michael Dankl (2023)

Kay-Michael Dankl (* 29. Oktober 1988 in Graz, Österreich) ist ein österreichischer Politiker (KPÖ PLUS). Er ist Mitglied des Gemeinderates und Bürgermeister-Stellvertreter der Stadt Salzburg. Er war Bürgermeister- und Spitzenkandidat bei der Gemeinderatswahl in Salzburg am 10. März 2019 und erlangte dabei 3,7 Prozent der Stimmen. Am 8. Mai 2019 wurde er als Mitglied des Gemeinderates offiziell angelobt. Weiters war er Spitzenkandidat bei der Landtagswahl in Salzburg 2023, erlangte 11,7 Prozent der Stimmen und ist seit 14. Juni 2023 Landtagsabgeordneter und Klubobmann der KPÖ.

## Leben
Kay-Michael Dankl besuchte die Volksschule Gnigl und anschließend das Bundesrealgymnasium Salzburg. Aus familiären Gründen zog er 2002 nach Tucson im US-Bundesstaat Arizona, wo er die High School abschloss. 2005 kehrte er nach Salzburg zurück und begann ein Geschichtestudium an der Universität Salzburg. Dort arbeitete Dankl als Tutor und Studienassistent.
Nach Abschluss seines Diplomstudiums absolvierte er von August 2013 bis Juli 2014 einen einjährigen Auslandsdienst beim Europarat in Straßburg. Dankl lebt seit Geburt seiner Tochter im Dezember 2023 in Parsch; er arbeitete zunächst als Museumsführer.

## Politischer Werdegang
Von 2009 bis 2013 hatte sich Dankl in der Österreichischen HochschülerInnenschaft als Studienvertreter für Geschichte und als Referent für Bildungspolitik engagiert. 2009 beteiligte er sich an der Protestbewegung „Unibrennt“. Zwischen 2007 und 2012 engagierte er sich im Debattieren und nahm an mehreren internationalen Debattierturnieren teil. Dankl beteiligte sich an mehreren zivilgesellschaftlichen Initiativen in Salzburg, unter anderem an der Plattform gegen Rechts und Solidarisches Salzburg.
Von 2015 bis 2017 war Dankl Bundesvorsitzender der Jungen Grünen. 2017 wurde er zum Leiter der grünen Parteiakademie in Salzburg gewählt. Nach dem Ausschluss der Jungen Grünen durch die grüne Bundespartei im März 2017 legte er seine Parteimitgliedschaft zurück und unterstützte die Gründung der linken Mitmachplattform PLUS – Plattform Unabhängig & Solidarisch, die gemeinsam mit der KPÖ als KPÖ PLUS zur Nationalratswahl 2017 antrat. Danach war Dankl Aktivist der Jungen Linken, die 2018 als unabhängige Jugendorganisation in Österreich gegründet worden war.
Bei der Gemeinderatswahl in der Stadt Salzburg am 10. März 2019, als der KPÖ zuletzt 50 Stimmen für den Einzug fehlten, kandidierte Dankl als Listenerster und Bürgermeisterkandidat für KPÖ PLUS. Dabei erlangte die Partei 3,7 Prozent der Stimmen. Seit dem 8. Mai 2019 ist er Mitglied des Gemeinderats und Mitglied des Kontrollausschusses. Für seine politische Arbeit in der Stadt Salzburg nennt Dankl Elke Kahr, die Bürgermeisterin von Graz, als Vorbild. Wie auch in Graz gibt Dankl als KPÖ-Mandatar einen Großteil seines Politikerbezuges an Menschen in Notlagen ab, in Summe seit 2019 mehr als 20.000 Euro. Für sich behalte er 2300 Euro netto, einen „durchschnittlichen Facharbeiterlohn“, wie er im Gespräch mit Armin Wolf in der ZIB 2 am 11. März 2024 sagte. Dies schütze auch davor, zu sehr abzuheben, wie er ausführte.
Bei der Salzburger Landtagswahl 2023 kandidierte Dankl als Spitzenkandidat beim landesweiten Antritt von KPÖ PLUS. Das zentrale Thema im Wahlkampf von Dankl war leistbares Wohnen. Die KPÖ PLUS verbesserte sich von 0,4 auf 11,7 Prozent und zog erstmals seit 1949 wieder in den Salzburger Landtag ein.
Bei der Bürgermeisterwahl in Salzburg 2024 kandidierte er erneut für die KPÖ PLUS und kam mit 28 Prozent in die Stichwahl, die am 24. März 2024 stattfand. Diese verlor er gegen Bernhard Auinger. Er wechselte nach der Wahl in die Stadtregierung von Salzburg und wurde am 8. Mai 2024 als Bürgermeister-Stellvertreter angelobt. In dieser Funktion ist er für Bodenpolitik, Wohnservice, Bauwesen und Immobilien zuständig. Als Klubchefin der KPÖ PLUS im Salzburger Landtag folgte ihm Natalie Hangöbl nach, sein Landtagsmandat übernahm Markus Walter.

## Publikationen
- Kay-Michael Dankl, Peter Linhuber, Luisa Pichler (2010): Das Ausseerland in der Zwischenkriegszeit. Wirtschaft, Politik, Gesellschaft und Kultur in den Jahren 1929–1934.